# Volume Two (album de She and Him)
Albums de She and Him
Volume One
(2008) A Very She and Him Christmas
(2011)
Singles
1. In the Sun
Sortie : 23 février 2010
2. Thieves
Sortie : 14 juin 2010

Volume Two est le second album studio du groupe She and Him, sorti en 2010.

## Historique
L'album est d'abord sorti au Japon le 17 mars 2010 chez le label P-Vine Records, avant de sortir aux États-Unis chez Merge Records le 23 mars 2010, puis en Angleterre chez Double Six Records le 5 avril 2010.
La liste des titres a été annoncée le 8 décembre 2009,,,. Le premier extrait de l'album, In the Sun, a été publié en ligne sur le site Pitchfork le 22 janvier 2010 et fut publiée avec le titre I Can Hear Music, des Beach Boys un mois plus tard en single.

## Réception
Volume Two a rencontré un énorme succès public, puisqu'il est arrivé à bien se positionner dans les principaux charts américains, en se classant sixième du Billboard 200, mais réussi également à se hisser en tête du podium d'autres classements en lien avec le Billboard Magazine (Top Alternative Albums, Folk Albums, Independent Albums, Tastemaker Albums et Top Rock Albums). En une semaine sur le territoire américain, l'album s'est vendu à 47,000 exemplaires.
En France, Volume Two se classe à la 104e place des meilleures ventes d'albums.

## Titres
| No  | Titre                           | Auteur,compositeur | Durée |
| --- | ------------------------------- | ------------------ | ----- |
| 1.  | Thieves                         | Zooey Deschanel    | 4:08  |
| 2.  | In the Sun                      | Zooey Deschanel    | 2:51  |
| 3.  | Don't Look Back                 | Zooey Deschanel    | 3:23  |
| 4.  | Ridin' in My Car                | Alan G. Anderson   | 3:15  |
| 5.  | Lingering Still                 | Zooey Deschanel    | 3:02  |
| 6.  | Me and You                      | Zooey Deschanel    | 3:20  |
| 7.  | Gonna Get Along Without You Now | Milton Kellem      | 2:32  |
| 8.  | Home                            | Zooey Deschanel    | 4:41  |
| 9.  | I'm Gonna Make It Better        | Zooey Deschanel    | 3:32  |
| 10. | Sing                            | Zooey Deschanel    | 3:14  |
| 11. | Over It Over Again              | Zooey Deschanel    | 3:30  |
| 12. | Brand New Shoes                 | Zooey Deschanel    | 3:05  |
| 13. | If You Can't Sleep              | Zooey Deschanel    | 2:49  |

### Bonus tracks
- I Knew It Would Happen This Way – iTunes pre-order
- I Can Hear Music (Jeff Barry, Ellie Greenwich, Phil Spector) – sortie brésilienne[22]

## Charts
| Chart (2010)                | Position |
| --------------------------- | -------- |
| Australie (ARIA)            | 49       |
| Belgique (Flandre Ultratop) | 67       |
| Espagne (Promusicae)        | 87       |
| France (SNEP)               | 104      |
| Suède (Sverigetopplistan)   | 28       |

## Singles
- In the Sun / I Can Her Music (23 février 2010)
- Thieves / I Knew It Would Happen This Way (14 juin 2010)
- I Put a Spell on You [28] / Lingering Still (7 décembre 2010)[29]